# Franco Barberis
Franco Barberis (besser bekannt als Barberis; * 2. August 1905 in Lugano; † 13. Januar 1992 in Locarno) war ein Schweizer Karikaturist, (Werbe-)Grafiker, und Modeschöpfer, der für seine Sportcartoons und die Sportlerfigur Tschutti bekannt war.

## Leben
Barberis war der Sohn von Pietro Barberis. 1934 heiratete er Carla Bruggisser, eine Tochter des Hoteliers Arturo Fedele. Als Grafiker war Barberis zunächst Autodidakt. Er zog 1922 in die Deutschschweiz, wo er bis 1926 als Grafiker für die Schuhfabrik Bally in Schönenwerd und von 1927 bis 1933 bei Bally-Arola in Zürich arbeitete. Ab 1934 arbeitete Barberis selbstständig. Von 1940 bis 1951 betätigte er sich bei seiner Schwester Elsa Barberis als Modeschöpfer. Neben seiner Laufbahn als Werbegrafiker hatte er sich als Erfinder der Sportlerfigur Tschutti während 45 Jahren eine treue Leserschaft in der Schweizer Zeitschrift Sport erworben. (Ein in der Zeitschrift Sport erschienenes Cartoon über den Fall Ewa Kłobukowskas wurde wegen seines undifferenzierten Bildes der Intersexualität kritisiert.)
Auch etwa 45 Jahre lang erfreute er die Leser des Nebelspalters mit seinen Beiträgen.
Serien wie Bar-beris und Homo und sein Werk, das viele Porträt-Karikaturen bekannter Persönlichkeiten umfasste, wurden mit nationalen und internationalen Preisen honoriert.

## Werke (Auswahl)
- Berühmte Zeitgenossen. Rorschach: Nebelspalter-Verlag, 1960. OCLC 604419288
- Deutschschweizerische Sprichwörter. Rorschach: Nebelspalter, 1960. OCLC 14194830
- Das Fussballspiel. Zürich: Jean Frey, 1961. OCLC 71970893
- Ich schenk dir einen Papagei! Bilderbuch für Jugendliche. Zürich, Diogenes, 1964 und 1967. OCLC 7380784

Übersetzung:
auf Englisch:
- Would you like a parrot? New York: Scroll Press, 1964 und 1967. OCLC 470932

- Que veux-tu? Albums Bonne nuit. Paris: Editions des Deux coqs d’or, 1964. OCLC 70395142
- Mit N. O. Scarpi: Fabeln. Nicht von La Fontaine, sondern von dessen Schüler. Zürich/Stuttgart: Werner Classen, 1970. OCLC 2111607
- Alle träumen. Aarau/Frankfurt: Sauerländer, 1972. ISBN 3-7941-0157-X
- Sport-Prominenzen[: Karikaturen in Bild und Wort]. Derendingen: Habegger 1973 und/oder 1974. ISBN 3-85723-042-8
- Wem gehört dieser Schwanz? Aarau/Frankfurt: Sauerländer, 1974. ISBN 3-7941-0428-5

Übersetzungen
auf Afrikaans:
-  Wie se stert is die? Kaapstad: HAUM, 1976. ISBN 0-7986-0254-6

auf Spanisch (mehrere Auflagen u. a.):
- De quién es este rabo? Valladolid: Editorial Miñón, 1975. Übersetzung von Alberto Martin Baro. ISBN 84-355-0454-9
- De quién es este rabo? Colección Duende. Madrid: Susaeta, 1991. ISBN 84-305-7193-0

- Mit Eros Bellinelli: Barberis: [disegni umoristici] Serie „Collana Vanini“ Band 7. Caslano: S. Vanini, 1975. OCLC 636212465
- Auf Japanisch: しっぽのぽ: ドイツのえほん. 1984. ISBN 4-87029-021-9